# أنتوني فليت
أنتوني فليت (بالإنجليزية: Anthony Fleet)‏ هو لاعب دارت أسترالي، ولد في 6 سبتمبر 1965 في أستراليا.

## وصلات خارجية
- أنتوني فليت على موقع DartsDatabase.co.uk (الإنجليزية)